# Trond Fausa Aurvåg
Trond Fausa Aurvåg, född 2 december 1972, är en norsk skådespelare och regissör.
Efter att ha utexaminerats från Statens teaterhøgskole 2001 har Fausa Aurvåg varit engagerad som skådespelare vid Oslo Nye Teater sedan samma år. Vid teatern har han spelat i pjäser som Amadeus, Manndomsprøven och Tatt av kvinnen. Som skådespelare inom film är han mest känd för sin huvudroll i filmerna Andreaskorset (2004), Den brysomme mannen (2006) och Tatt av kvinnen (2007). Han vann två kategorier i Amandaprisen 2006, dels för bästa manliga skådespelare för rollen i Den brysomme mannen, dels för kortfilmen Alene menn sammen, som han regisserade. Aurvåg är sambo med skådespelaren Lena Kristin Ellingsen i Oslo.

## Filmografi (urval)
- 1997 - Junk Mail - Espen
- 1998 - Blodiga änglar - Tommy
- 2001 - Tomtar på loftet - Steven Evensen
- 2004 - Andreaskorset - Andreas
- 2006 - Den brysomme mannen - Andreas
- 2007 - Tatt av kvinnen - Han
- 2012 - Lilyhammer - Torgeir Lien
- 2025 – På fel spår
- 2026 – Greenland: Migration